# 伯查爾 (宮相)
伯查爾（法語：Berchier，—688年），是7世紀末紐斯特里亞宮相，在提烏德里克三世統治期間於686年至688年擔任紐斯特里亞宮相。

## 生平
伯查爾與紐斯特里亞宮宮相瓦拉托和安斯弗萊迪斯的女兒娶安斯特魯德結婚。686年，伯查爾的岳父瓦拉托去世，瓦拉托的遺孀安斯弗萊迪斯安排任命她的女婿為宮相。但伯查爾卻試圖恢復前宮相埃布羅因的政策，並試圖讓貴族屈服於中央權力。不滿情緒日益高漲，蘭斯主教聖里厄爾等有權有勢的人流亡並在奧斯特拉西亞避難，他們在那裡煽動奧斯特拉西亞宮相埃斯塔勒的丕平戰鬥並驅逐伯查爾。
戰爭爆發後，伯查爾於687年6月在泰爾特里戰役被埃斯塔勒的丕平擊敗。為了能夠與丕平談判和平，安斯弗萊迪斯暗殺他的女婿，並將其孫女安斯特魯迪斯（伯查爾和安斯特魯德的女兒）嫁給香檳公爵德羅戈，也就是丕平的長子。